# Michel Camilo
Michel Camilo (1954. április 4. –) dominikai származású zeneszerző, zongoraművész, zenekarvezető. Elsősorban dzsesszzenészként ismert és népszerű, de a komolyzene területén is sikereket ért el.

## Pályafutása
Zenészcsaládból származik. 9 éves kora óta tanult zongorázni. 16 éves korában a Dominikai Köztársaság Nemzeti Filharmonikus Zenekarával lépett fel.
Saját bevallása szerint 14 éves korában hallott először jazzt: Art Tatum Tea for Two című számát: akkor még nem tudta, hogy ez jazz, csak azt, hogy így akar játszani.
A Nemzeti Konzervatóriumban 13 éven át tanult. Alapos klasszikus zenei képzést kapott, miközben saját jazz-stílusát is fejlesztette. Komoly hatással volt rá Herbie Hancock, Keith Jarrett és Chick Corea.
1979-ben az Egyesült Államokba, New Yorkba költözött, hogy a Mannes College-ben és a Juillrad School-ban tanuljon. 1983 hozta meg – zongoristaként – az első áttörést számára: Tito Puente zongoristája helyett ugrott be a Montreali Jazz Fesztiválon, ahol hallotta őt Paquito d'Rivera, és azonnal helyet ajánlott neki a zenekarában. Camilo négy évet töltött D'Rivera zenekarában és két lemezt vett fel vele.
1985-ben vette fel Why Not című, első, önálló albumát: ezen Dave Weckl dobolt, Anthony Jackson basszusgitározott. 1988-tól a Sonynál jelentek meg albumai, s ezek az albumok (Michel Camilo, On Fire, On The Other Hand) komoly sikereket hoztak. A trió 1991-ben oszlott fel.
A következő években a „hagyományos” jazzlemezek váltakoztak egyre újabb területek kipróbálásával. Camilo írt filmzenét (a leghíresebb a Hárman párban című film zenéje), próbálkozott a spanyol flamenco és jazz házasításával (Spain). 2002-ben jelent meg I. Zongoraversenye, egy nagyzenekarra írt versenymű. 2006-os albumán George Gershwin Kék rapszódiáját adja elő. 2009. március 13-án volt II. „Tenerife” Zongoraversenyének ősbemutatója Tenerifén.
2007-től Charles Flores (bőgő) és Dafnis Prieto (dob) játszik triójában, velük lépett fel 2008. március 9-én a Millenáris Teátrumban, első magyarországi koncertjén.
A következő híres zenészekkel játszott együtt: Tito Puente, Paquito D'Rivera, Dizzy Gillespie, Toots Thielemans, Airto Moreira, Chuck Mangione, Stanley Turrentine, Claudio Roditi, Nancy Alvarez, Mongo Santamaría, George Benson, Eddie Palmieri, Jon Faddis, Gonzalo Rubalcaba, Lew Soloff, Tânia Maria, Jaco Pastorius, Patato, Randy Brecker, Michael Brecker, Chuck Loeb, Giovanni Hidalgo, Wynton Marsalis, Katia and Marielle Labèque, Dave Valentin, Flora Purim, Delfeayo Marsalis, Chucho Valdés, Joe Lovano, Herbie Hancock, Tomatito, John Patitucci, David Sanchez, Hiromi, Cachao, Marcus Roberts, Steve Gadd, Danilo Perez, Gary Burton, Billy Taylor, Dave Weckl, Hilton Ruiz, Roy Hargrove, Romero Lubambo, Niels-Henning Ørsted Pedersen, Lenny Andrade, Bireli Lagrene, Marian McPartland, Leonard Slatkin, Arturo Sandoval.

## Lemezei
- French Toast (a French Toasttal) (1984)
- Why Not? (1985)
- Suntan/In Trio (1986)
- Michel Camilo (1988)
- On Fire (1989)
- On The Other Hand (1990)
- Amo Tu Cama Rica (Filmzene) (1991)
- Rendezvous (The Michel Camilo album) (1993)
- One More Once (1994)
- Two Much (Filmzene) (1996)
- Hands of Rhythm (Giovanni Hidalgoval) (1997)
- Thru My Eyes (1997)
- Spain (2000)
- Calle 54 (filmzene) (2001)
- Piano Concerto, Suite & Caribe (2002)
- Triangulo (2002)
- Live at the Blue Note (2003)
- Solo (2005)
- Rhapsody In Blue (2006)
- Spain Again (2006)
- Spirit of the Moment (2007)

## Film
Michel Camilo nem adott ki DVD-t önállóan. Egy szám erejéig látható Fernando Trueba Calle 54 c. zenés dokumentumfilmjén, valamint a Hárman párban végefőcíme alatt, amint a Caribe-t, egyik leghíresebb művét játssza többek között Paquite D'Riveraval.